# Time for Annihilation
Time for Annihilation ...On the Record & On the Road is het eerste livealbum en het zevende studioalbum van de Amerikaanse rockband Papa Roach. Het album werd op 31 augustus 2010 uitgebracht. Gitarist Jerry Horton vertelde in een blog op de officiële website van de band dat het album opgenomen is tijdens hun laatste tournee met de band Shinedown.
Later vertelde zanger Jacoby Shaddix dat vijf nieuwe nummers geschreven waren en uit zouden komen met het Time for Annihilation album. Kick in the Teeth, een van deze nummers, werd op 22 juni 2010 als single uitgebracht. De albumnaam is ontleend aan de liedtekst van Crash, dat op hun album The Paramour Sessions uit 2006 stond.
Op het album staat een hidden track met een boodschap van Jacoby Shaddix, die de luisteraar oproept dakloosheid en honger te bestrijden door met een sms-bericht naar WhyHunger vijf Amerikaanse dollar te doneren.

## Nummers
Alle muziek en teksten zijn geschreven door Jacoby Shaddix en Tobin Esperance, tenzij anders aangegeven. 
| 1.                 | Burn                                                                        | 3:26 |
| 2.                 | One Track Mind                                                              | 3:26 |
| 3.                 | Kick in the Teeth                                                           | 3:11 |
| 4.                 | No Matter What                                                              | 3:33 |
| 5.                 | The Enemy                                                                   | 3:38 |
| 6.                 | Getting Away with Murder (Live) - (Shaddix, Esperance en Jerry Horton)      | 4:14 |
| 7.                 | ...To Be Loved (Live)                                                       | 3:55 |
| 8.                 | Lifeline (Live) - (Shaddix, Esperance en James Michael)                     | 4:18 |
| 9.                 | Scars (Live)                                                                | 4:59 |
| 10.                | Hollywood Whore (Live) - (Shaddix, Esperance en Horton)                     | 4:08 |
| 11.                | Time Is Running Out (Live)                                                  | 3:57 |
| 12.                | Forever (Live) - (Shaddix, Esperance, Dave Buckner en Horton)               | 6:50 |
| 13.                | Between Angels and Insects (Live) - (Shaddix, Esperance, Buckner en Horton) | 5:09 |
| 14.                | Last Resort (Live) - (Shaddix, Esperance, Buckner en Horton)                | 5:39 |
| Totale duur: 60:16 |                                                                             |      |

| Nr. | Titel                                                                     | Duur |
| --- | ------------------------------------------------------------------------- | ---- |
| 15. | I Almost Told You That I Loved You (Live) - (Shaddix, Esperance, Michael) |      |
| 16. | Dead Cell (Live) - (Shaddix, Esperance, Buckner en Horton)                |      |
| 17. | No Matter What (Demo)                                                     |      |

| Nr. | Titel                           | Duur |
| --- | ------------------------------- | ---- |
| 1.  | Kick in the Teeth (Live)        | 3:15 |
| 2.  | Kick in the Teeth (Music Video) | 3:11 |
| 3.  | EPK (Inside Look) (Video)       | 6:16 |

## Bandleden
- Jacoby Shaddix – leadzang
- Jerry Horton – gitaar, achtergrondzang
- Tobin Esperance – basgitaar, achtergrondzang
- Tony Palermo – drums, percussie